# 앙카라공원
앙카라공원(Ankara Park, -公園)은 서울특별시 영등포구 여의도동에 있는 공원이다. 현재 자매근린공원(자매공원)으로 이름이 바뀌었지만 앙카라공원으로 더 잘 알려져있다.

## 역사
1971년 8월 23일 튀르키예의 수도 앙카라와 서울특별시가 자매결연을 맺은 것을 기념하며 앙카라의 이름을 따 튀르키예의 풍물이 담긴 테마공원으로 조성해 1977년 5월 1일 개원하였다. 공원에는 앙카라 하우스라는 건물이 있는데, 그 건물 안에는 터키의 민속 용품들이 있다.

## 주요 시설
앙카라하우스, 조형물, 파고라4개소, 배드민턴장, 게이트볼장, 화장실, 관리실

## 여담
한편 튀르키예에도 한국 공원이 존재하고 있다. 2017년에 개봉된 영화 아일라에 나온다.
현대자동차그룹이 노후된 한국공원 개선을 위해 2023년 9월부터 보수를 시작해 2024년 7월 7일 보수를 마쳤다. 이는 정의선 현대차그룹 회장이 직접 지시했다고 한다.
한국전쟁참전기념탑은 헤리티지 보존 차원에서 그대로 존치하고 상단부 오염 및 변색 부위 세척, 하부 재도색 및 기단부 파손 부위에 대한 석재를 교체했다. 한국과 튀르키예 양국 국기가 그려진 공원 담장과 벤치 및 캐노피 등 휴게시설도 새롭게 교체됐다.
기존 공원 바닥 포장은 트래버틴(Travertine) 대리석으로 전면 교체했다. 오래된 관리실은 한국식 한옥 건물로 재탄생했다. 나무 그늘이 전부이던 휴게 공간에는 주요 행사 시 고령의 참전용사들이 편히 휴식할 수 있도록 한국식 팔각정이 새로 들어섰다.
신축 관리실과 ‘우정의 집(Kardeşlik Kamelyası)’으로 이름 붙여진 전통 양식의 팔각정은 경북 문경에서 제작해 현지 운송됐으며, 국내 목공 전문가 6명이 함께 이동해 2주간 직접 설치했다.

## 사진첩

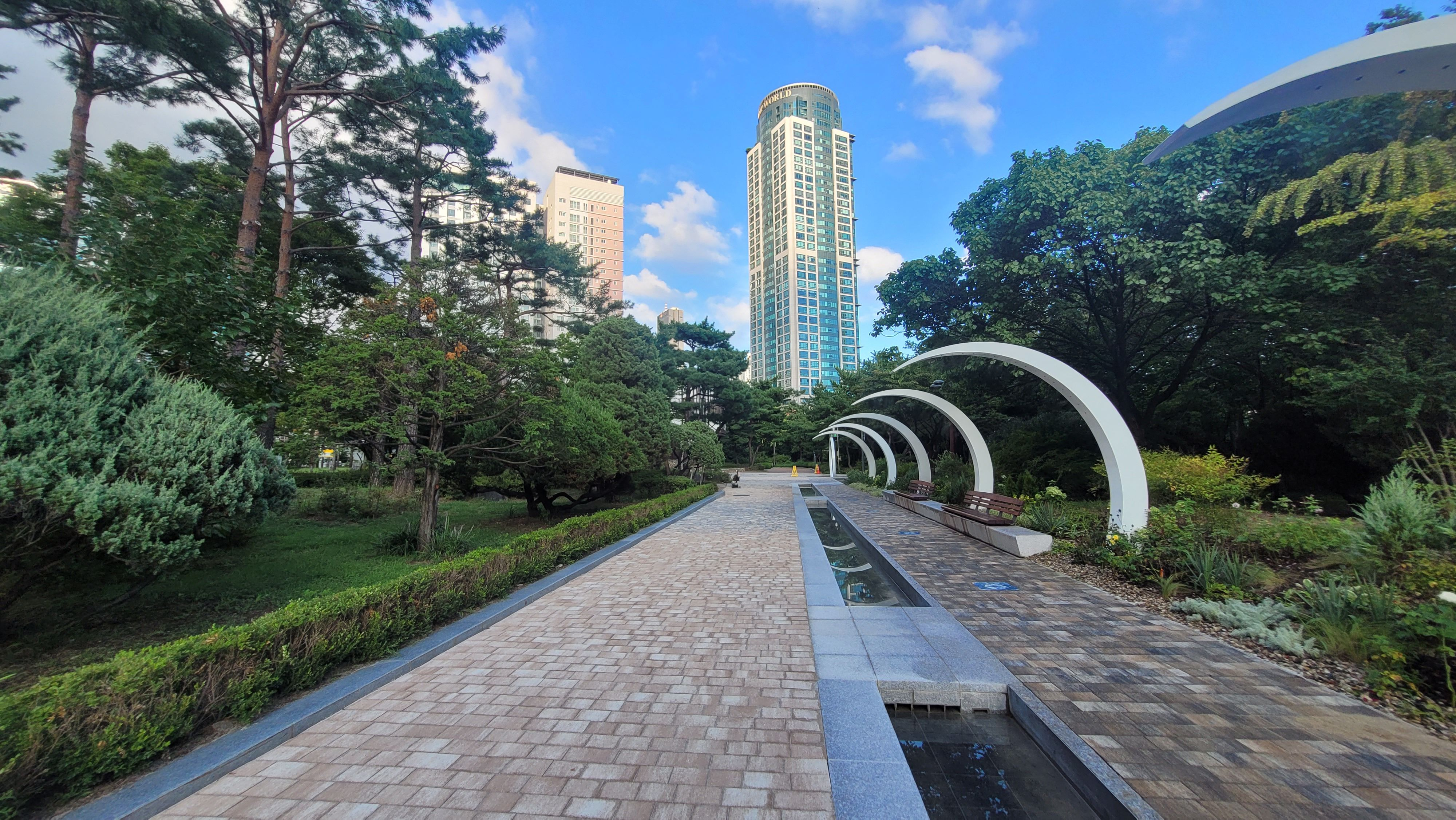
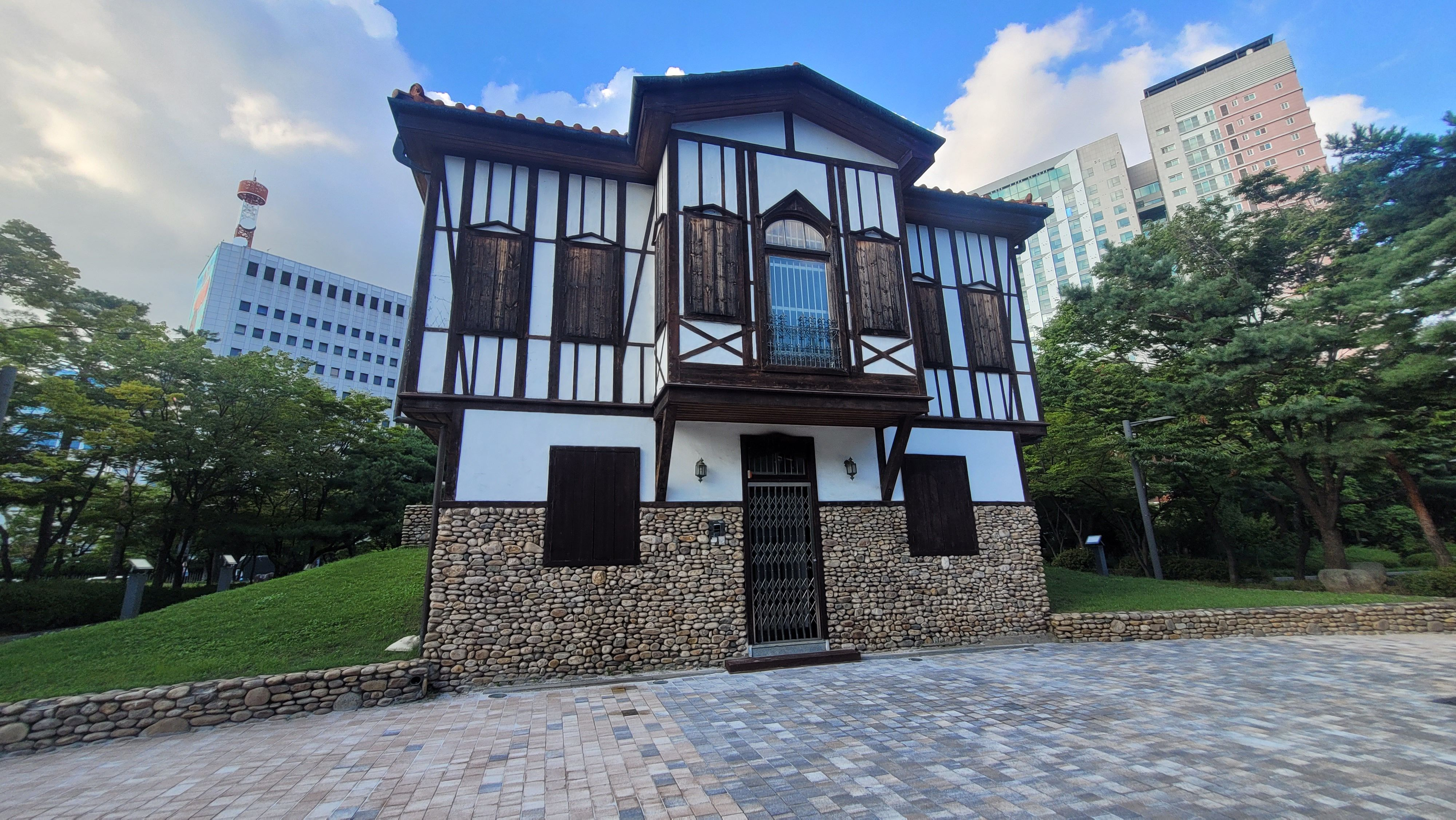
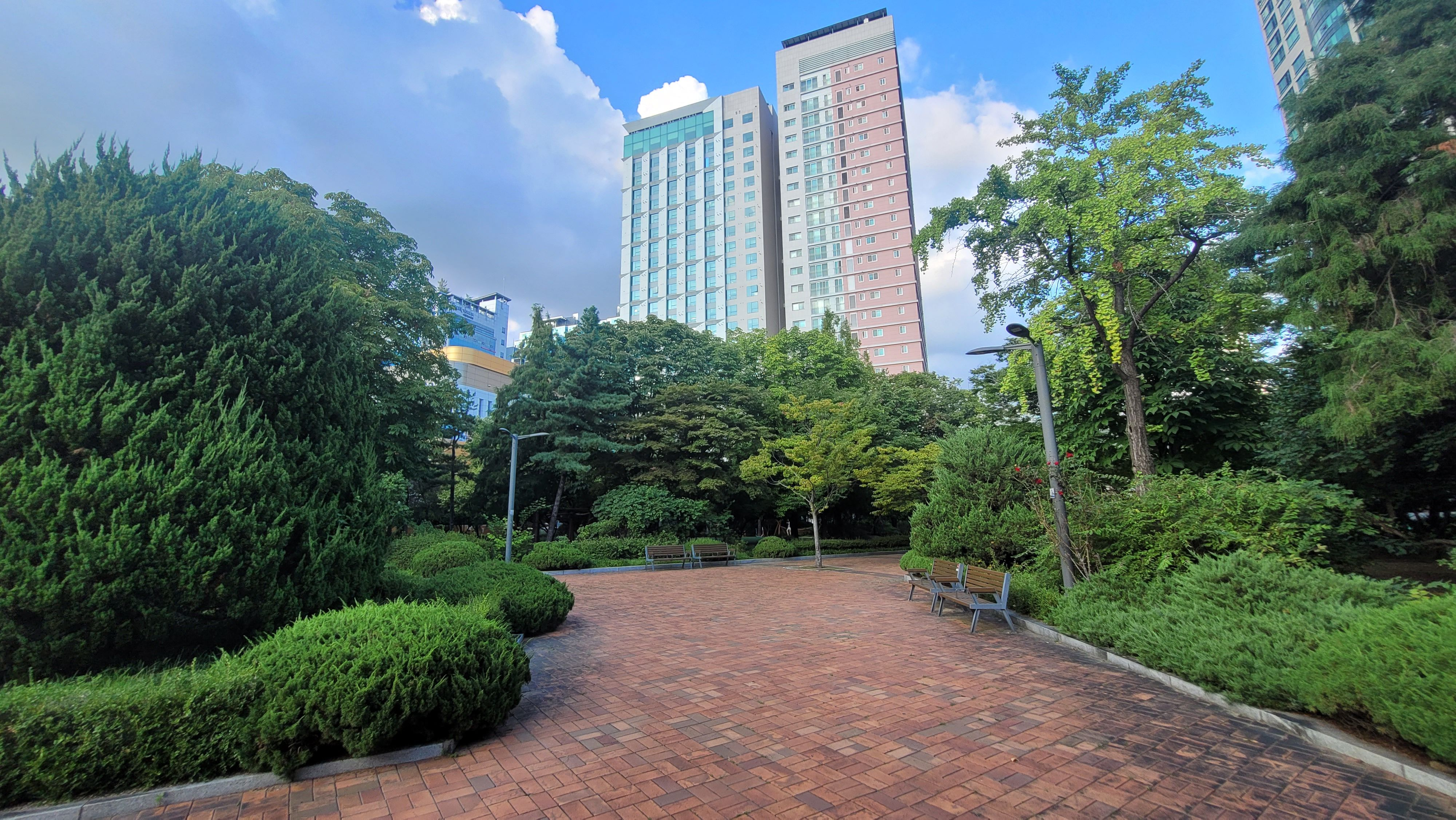
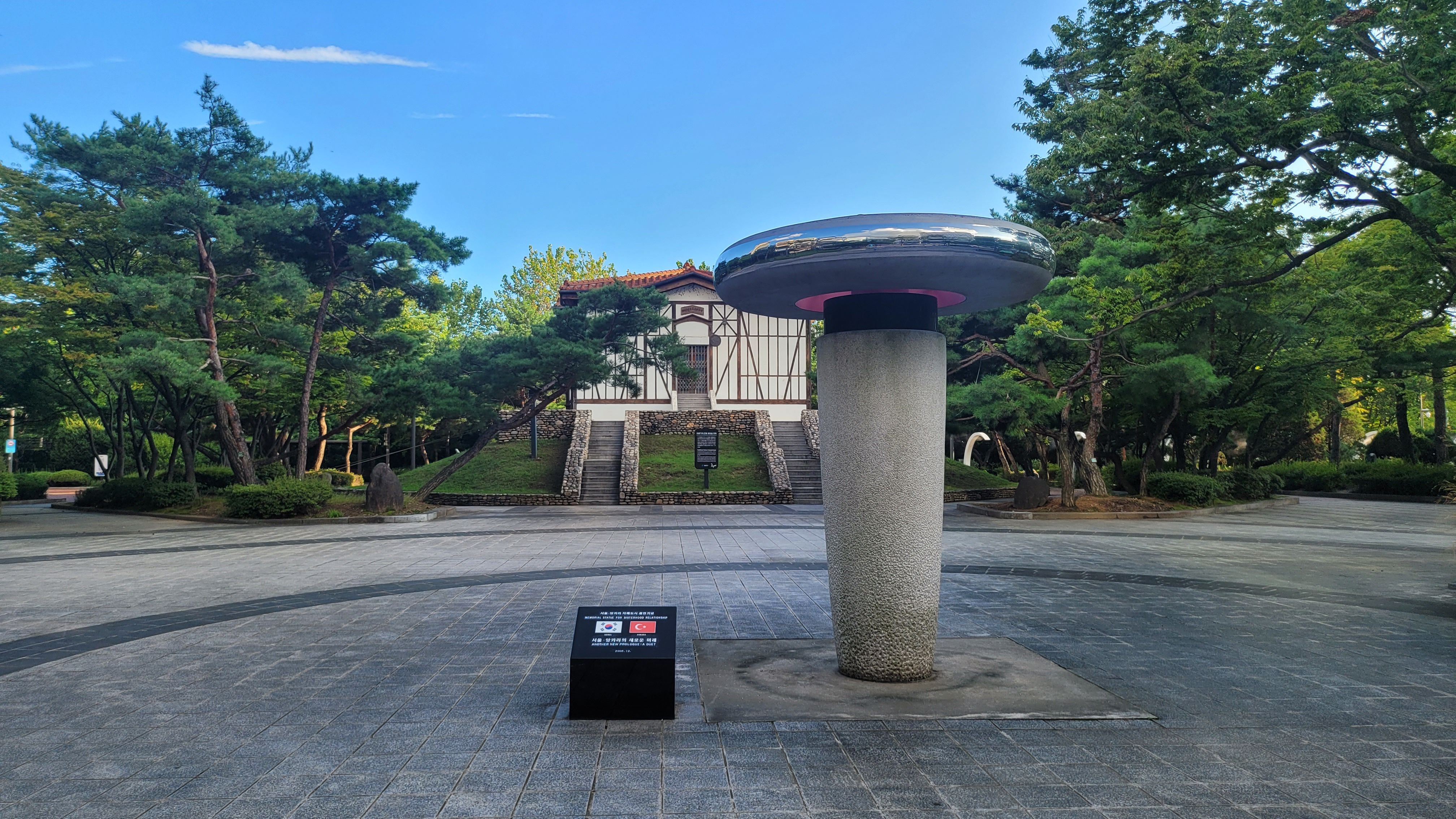
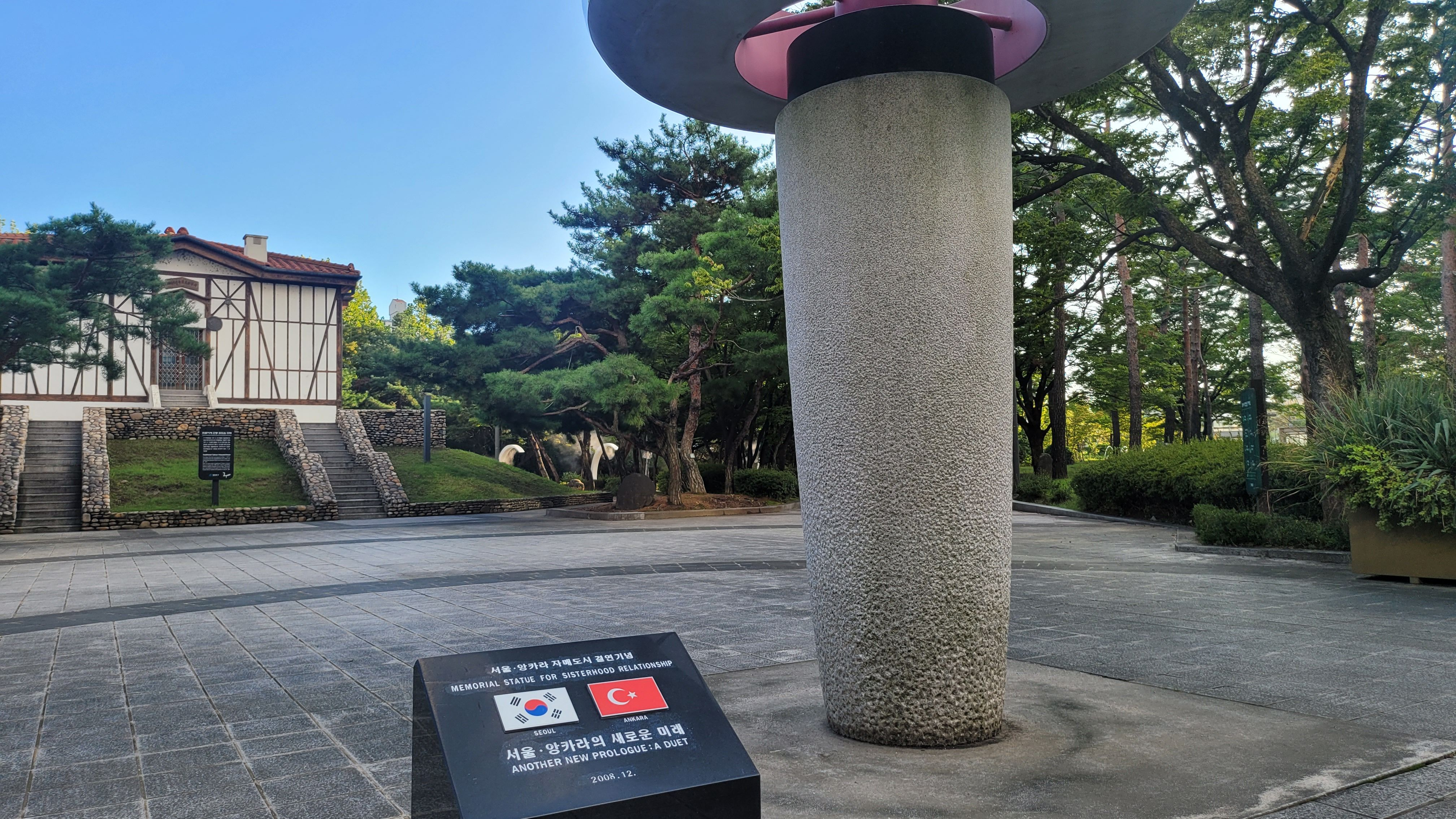
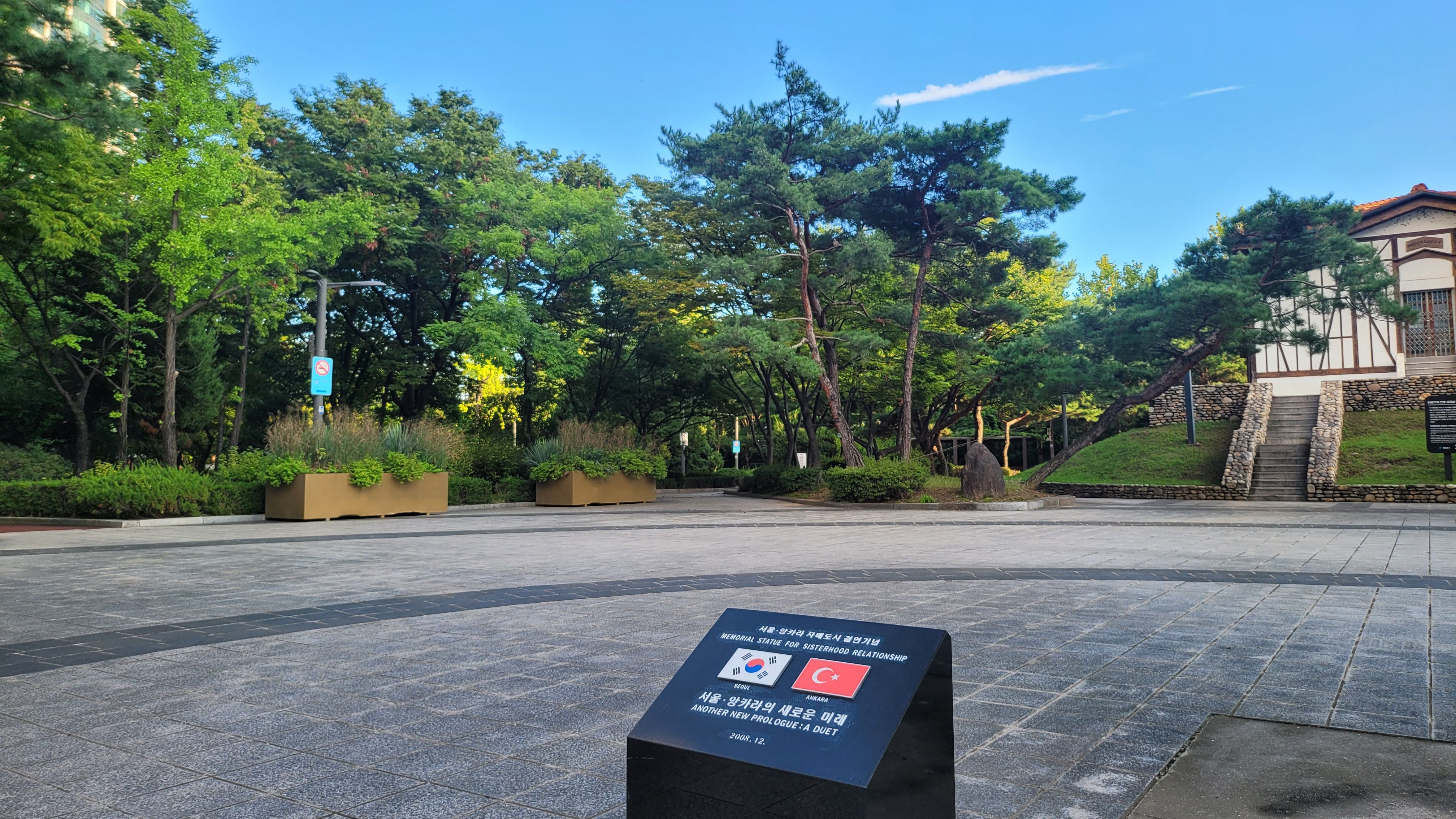
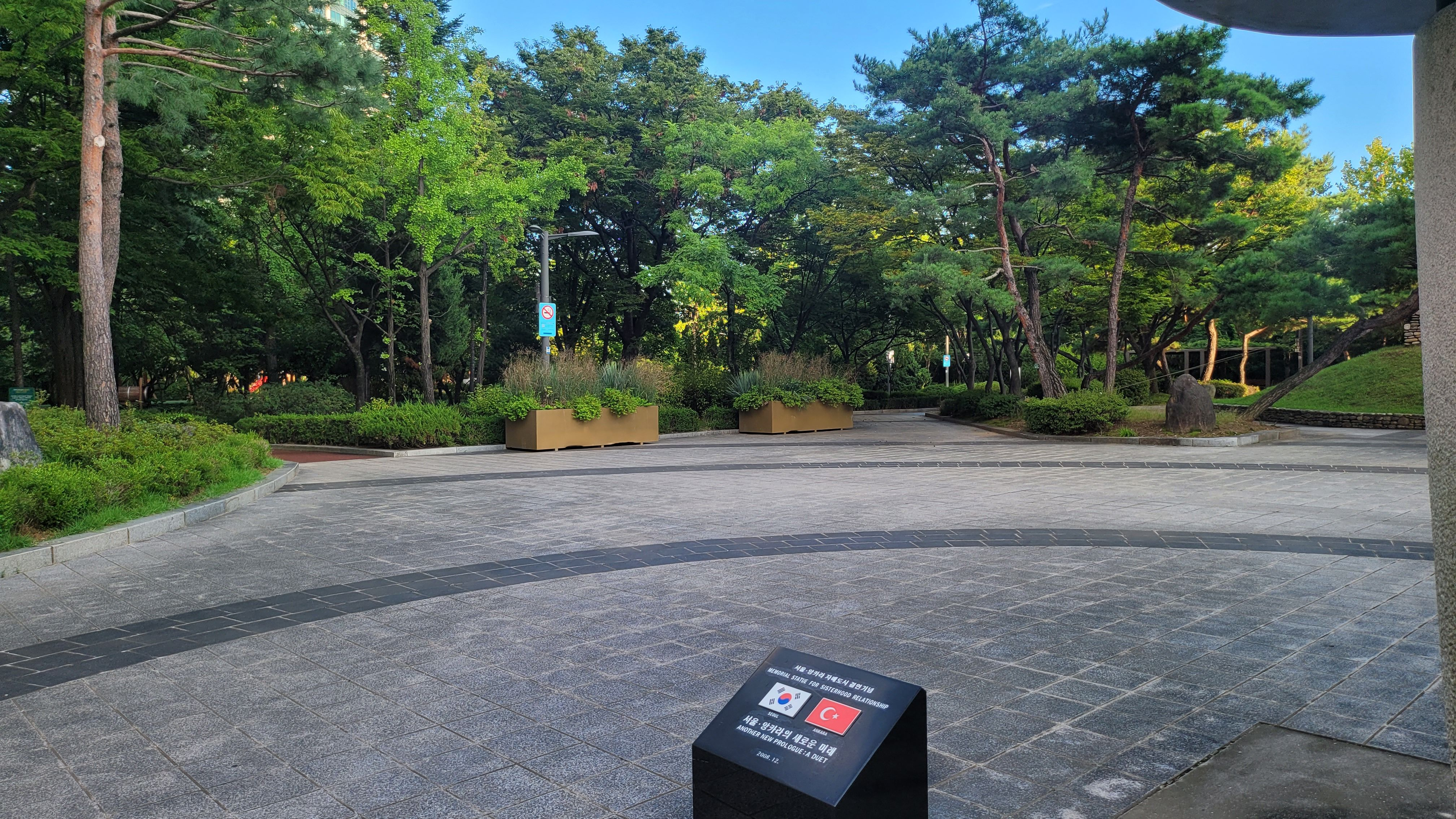

## 같이 보기
- 여의도공원
- 여의도샛강생태공원
- 한국 공원

1. ↑  “정의선 회장의 특명…'형제의 나라' 튀르키예 한국공원 재탄생”. 2024년 7월 7일. 2024년 7월 8일에 확인함.